# Robert E. Smylie
Robert Eben Smylie (* 31. Oktober 1914 in Marcus, Cherokee County, Iowa; † 17. Juli 2004 in Boise, Idaho) war ein US-amerikanischer Politiker und von 1955 bis 1967 Gouverneur des Bundesstaates Idaho.

## Frühe Jahre und politischer Aufstieg
Robert Smylie kam als Student nach Idaho, wo er bis 1938 das College of Idaho besuchte. Danach studierte er an der George Washington University bis 1942 Jura. Während des Zweiten Weltkriegs diente er in der US-Küstenwache. Nach dem Krieg kehrte er nach Idaho zurück und wurde Mitglied der Republikanischen Partei. Zwischen 1947 und 1955 war er Attorney General von Idaho.

## Gouverneur von Idaho
Im Jahr 1954 wurde er zum Gouverneur seines Staates gewählt. Nach zwei Wiederwahlen in den Jahren 1958 und 1962 konnte er dieses Amt zwölf Jahre lang zwischen dem 3. Januar 1955 und dem 2. Januar 1967 ausüben. Bis heute ist er der einzige Gouverneur von Idaho, der dreimal hintereinander in eine vierjährige Amtszeit gewählt wurde. In dieser Zeit wurde der Mindestlohnsatz in Idaho angehoben und im öffentlichen Dienst die Fünftagewoche eingeführt. Damals wurde auch ein Handelsministerium eingerichtet. Der Ausbau der Autobahnen wurde massiv vorangetrieben und eine Reihe staatlicher Naturparks geplant. Mit Hilfe der Mehrwertsteuer wurde das Bildungswesen gefördert. Robert Smylie war auch Mitglied einiger Gouverneursvereinigungen. Im Jahr 1966 strebte er eine weitere Wahl an, scheiterte aber in den Vorwahlen seiner Partei.
Nach dem Ende seiner Gouverneurszeit zog sich Robert Smylie aus der Politik zurück und arbeitete als Rechtsanwalt. Er war auch Kurator des College of Idaho. Robert Smylie starb im Jahr 2004 im Alter von 89 Jahren. Mit seiner Frau Lucille Irwin hatte er zwei Kinder.